# Élections sénatoriales de 2020 dans l'Yonne
Les élections sénatoriales dans l'Yonne ont lieu le dimanche 27 septembre 2020. Elles ont pour but d'élire les sénateurs représentant le département au Sénat pour un mandat de six années.

## Contexte départemental
Lors des élections sénatoriales de 2014 dans l'Yonne, deux sénateurs ont été élus : Jean-Baptiste Lemoyne et Henri de Raincourt.
À la suite de la démission d'Henri de Raincourt, une élection partielle a lieu en décembre 2017 et est remportée par l'UDI Dominique Vérien, candidate malheureuse de 2014.
Depuis, tous les effectifs du collège électoral des grands électeurs ont été renouvelés, avec les élections départementales de 2015, les élections régionales de 2015, les élections législatives de 2017 et les élections municipales de 2020.

## Sénateurs sortants
| Sénateur | Sénateur         | Parti | Fonctions lors de l'élection en 2014                     |
| -------- | ---------------- | ----- | -------------------------------------------------------- |
|          | Noëlle Rauscent  | LREM  | Maire de Domecy-sur-Cure                                 |
|          | Dominique Vérien | UDI   | Conseillère régionale, maire de Saint-Sauveur-en-Puisaye |

## Présentation des candidats et des suppléants
Les nouveaux représentants sont élus pour une législature de 6 ans au suffrage universel indirect par les 1 103 grands électeurs du département. Dans l'Yonne, les sénateurs sont élus au scrutin majoritaire à deux tours. Leur nombre reste inchangé, deux sénateurs sont à élire. Il y aura plusieurs candidats dans le département, chacun avec un suppléant.
| N°  | Candidats | Candidats                  | Parti | Principales fonctions                                                  |
| --- | --------- | -------------------------- | ----- | ---------------------------------------------------------------------- |
| T 1 |           | Gilles Sackepey            | PCF   | Maire d’Étivey                                                         |
| s 1 |           | Gaëlann Bureaux            | EÉLV  |                                                                        |
|     |           |                            |       |                                                                        |
| T 2 |           | Florence Loury             | EÉLV  | Conseillère municipale d'Auxerre                                       |
| s 2 |           | Dominique Bourreau         | PS    | Maire de Villeneuve-la-Guyard                                          |
|     |           |                            |       |                                                                        |
| T 3 |           | Jean-Baptiste Lemoyne      | LREM  | Ministre, conseiller départemental                                     |
| s 3 |           | Marie-Agnès Évrard         | Agir  | Conseillère départementale, adjointe au maire de Migennes              |
|     |           |                            |       |                                                                        |
| T 4 |           | André Villiers             | UDI   | Député, conseiller départemental                                       |
| s 4 |           | Marie-Hélène Bizot-Keirsse | UDI   | Adjointe au maire de Thury                                             |
|     |           |                            |       |                                                                        |
| T 5 |           | Dominique Vérien           | UDI   | Sénatrice sortante, conseillère municipale de Saint-Sauveur-en-Puisaye |
| s 5 |           | Éric Coquille              | UDI   | Conseiller municipal de Perrigny-sur-Armançon                          |
|     |           |                            |       |                                                                        |
| T 6 |           | Gilles Pirman              | LR    | Conseiller départemental, maire de Saint-Clément                       |
| s 6 |           | Dorothée Moreau            | LR    | Maire de Bassou                                                        |
|     |           |                            |       |                                                                        |
| T 7 |           | Xavier Rosalie             | RN    | Adjoint au maire de Piffonds                                           |
| s 7 |           | Audrey Lopez               | RN    | Conseillère municipale de Villeneuve-sur-Yonne                         |

## Résultats
| Candidats                | Candidats                | Parti                    | Nuance                   | Premier tour | Premier tour | Second tour | Second tour |
| Candidats                | Candidats                | Parti                    | Nuance                   | Voix         | %            | Voix        | %           |
| ------------------------ | ------------------------ | ------------------------ | ------------------------ | ------------ | ------------ | ----------- | ----------- |
|                          | Dominique Vérien         | UDI                      | UDI                      | 698          | 64,04        |             |             |
|                          | Jean-Baptiste Lemoyne    | LREM                     | REM                      | 412          | 37,80        | 524         | 52,56       |
|                          | Gilles Pirman            | LR                       | LR                       | 251          | 23,03        | 418         | 41,93       |
|                          | André Villiers           | UDI                      | UDI                      | 215          | 19,72        | Retrait     | Retrait     |
|                          | Florence Loury           | EÉLV                     | DVG                      | 106          | 9,72         | 55          | 5,52        |
|                          | Gilles Sackepey          | PCF                      | DVG                      | 94           | 8,62         | Retrait     | Retrait     |
|                          | Xavier Rosalie           | RN                       | RN                       | 51           | 4,68         | Retrait     | Retrait     |
|                          |                          |                          |                          |              |              |             |             |
| Votes valides            | Votes valides            | Votes valides            | Votes valides            | 1 090        | 99,36        | 997         | 90,39       |
| Votes blancs             | Votes blancs             | Votes blancs             | Votes blancs             | 6            | 0,55         | 42          | 3,81        |
| Votes nuls               | Votes nuls               | Votes nuls               | Votes nuls               | 1            | 0,09         | 64          | 5,80        |
| Total                    | Total                    | Total                    | Total                    | 1 097        | 100          | 1 103       | 100         |
| Abstention               | Abstention               | Abstention               | Abstention               | 19           | 1,70         | 13          | 1,16        |
| Inscrits / participation | Inscrits / participation | Inscrits / participation | Inscrits / participation | 1 116        | 98,30        | 1 116       | 98,84       |